# He Zhiwen
He Zhiwen (Chinees: 何 志文, Taizhou, China, 31 januari 1962) is een in China geboren Spaans voormalig professioneel tafeltennisser. Hij speelt linkshandig met de penhoudersgreep.
Omdat Spanjaarden moeite hebben zijn naam uit te spreken noemt men hem Juanito.
Hij vertegenwoordigde Spanje op de Olympische Zomerspelen van 2004, 2008, 2012 en 2016 maar won geen medailles.

## Belangrijkste resultaten
- Brons in het mannen dubbelspel op de wereldkampioenschappen 1985 namens China met Fan Changmao.
- Brons in het mannen dubbelspel op de Europese kampioenschappen 2013 namens Spanje met Carlos Machado.